# Polignot
Polignot (Πολύγνωτος), sin Aglafaontov, je bio starogrčki slikar koji je živio sredinom 5. st. pr. Kr. Bio je rodom s Tasosa, ali su ga Atenjani usvojili i učinili svojim građaninom.
Slike mu nisu očuvane, ali ih je detaljno opisao Pauzanija.